# Monte Pelvoux
Il monte Pelvoux è una montagna del massiccio des Écrins, nelle Alpi del Delfinato. Si trova nel dipartimento delle Alte Alpi, nel comune di Pelvoux.

## Caratteristiche

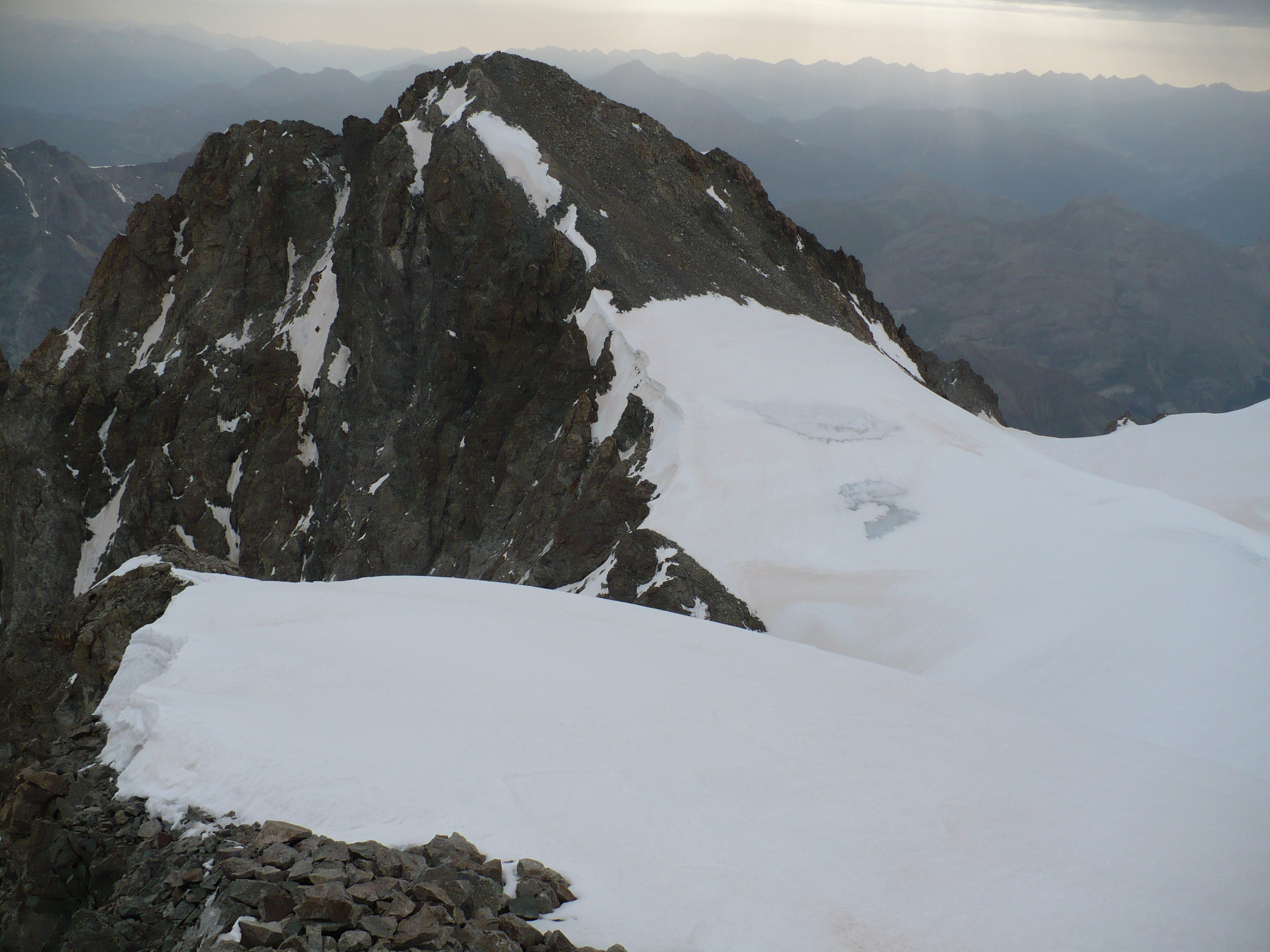
La punta Puiseux vista dal ghiacciaio sommitale.

Storicamente era considerato come la vetta più alta del massiccio e di tutte le alpi francesi (prima dell'annessione della Savoia). Infatti il Pelvoux si presenta come una immensa montagna di neve e di roccia molto isolata. Dalla valle della Durance la sua mole imponente nasconde buona parte del massiccio des Écrins ed anche la vetta più alta: la Barre des Écrins.
Il monte Pelvoux comprende quattro punte abbastanza individuabili:
- la punta Puiseux (3.946 m - vetta culminante)
- la punta Durand (3.932 m)
- il Piccolo Pelvoux (3.753 m)
- i Tre Denti del Pelvoux (3.682).

Tra queste quattro cime si distende il ghiacciaio del Pelvoux, ghiacciaio che dona una connotazione particolare alla vetta.

## Ascensioni

### Prima ascensione
La prima ascensione della punta Durand fu effettuata il 30 luglio 1828 dal capitano Durand, Alexis Liotard e Jacques-Étienne Matheoud (cacciatore di camosci).
La prima ascensione della punta Puiseux fu realizzata l'8 settembre 1848 da Victor Puiseux e la guida Barnéoud.

### Concatenamenti
- Pareti nord in invernale del monte Pelvoux, del Pic Sans Nom, del Pic du Coup de Sabre e dell'Ailefroide - 13-17 febbraio 1998 - Concatenamento realizzato da Patrick Berhault e Bruno Sourzac. Hanno salito la via Ginel-Pinard sul Pelvoux, la via George-Russenberger sul Pic Sans Nom, la via Chapoutot-Prieur sul Pic du Coup de Sabre e la via Devies-Gervasutti con variante Gurékian sull'Ailefroide Occidentale.[1]
- Pareti nord del monte Pelvoux, del Pic Sans Nom e dell'Ailefroide - 1-3 luglio 2011 - Concatenamento realizzato da Yann Borgnet e Robin Revest di tre vie aperte da Jean-Michel Cambon e Bernard Francou:  Direttissima Cambon-Francou del 1976 sul Pelvoux, Direttissima Cambon-Francou del 1975 sul Pic Sans Nom e  Pilier des Séracs del 1981 sull'Ailefroide Centrale.[2]

## Vie alpinistiche
In questa sezione sono descritte alcune delle vie alpinistiche sul monte Pelvoux.

### Via normale
La via normale si trova lungo il versante sud-ovest della montagna, tramite la salita del Couloir Coolidge che si raggiunge dal rifugio del Pelvoux (2.704 m). La via è valutata di grado di difficoltà PD+, con pendii di neve a 45°.
Molto frequentata è la traversata del Pelvoux. Saliti per la via normale lungo il Couloir Coolidge si scende sul versante nord-est per il ghiacciaio des Violettes.

### Versante nord
- Punta Puiseux
  - Traversata del Pelvoux - 25 giugno 1882 - Realizzata da Alexander Burgener, Charles Passavant e Pierre Antoine Reymond attraverso il ghiacciaio des Violettes.[4]
  - Cresta nord - 1936 - Prima salita di Maurice Fourastier et Arthur Manhès, 1000 m/D+.[5]
  - Pente centrale - 15-16 maggio 1953 - Prima salita di Pierre Courtet, Henri Laurent e Paul Souriac, 700 m/TD-.[6]
- Punta Durand
  - Via originale del versante nord-ovest - 10 luglio 1891 - Prima salita di Maximin Gaspard, Pierre Gaspard e Francis Edward Lister Swan, 700 m/TD-.[7]
  - Via Ginel-Pinard - giugno 1964 - Prima salita di Raymond Ginel e Olivier Pinard, 1000 m/ED-.
  - Direttissima Cambon-Francou - 1976 - Prima salita di Jean-Michel Cambon e Bernard Francou.
  - Goulotte 1981 - 1981 - Prima salita di Francis Bourgogne, Yannick Goujon, Michel Mabillon e Alain Robert, 700 m/TD-.[8]
- Triangle de la Momie
  - Via Boivin-Poencet - 2 giugno 1976 - Prima salita di Jean-Marc Boivin e Michel Poencet, 850 m/TD-.[9]
  - Gnongnon et Bouboune - 3 dicembre 1999 - Prima salita di Sébastien Escande e Patrick Wagnon, 750 m/TD+.[10]
- Tre Denti del Pelvoux
  - Cresta nord-est - 17 agosto 1935 - Prima ascensione di Jean Charignon, J.-Antoine Morin, A. Roux, Henri Sarthou, Georges et Jean Vernet, 600 m/D.[11]
  - Couloir Chaud - 14 luglio 1950 - Prima salita di Victor Chaud e Emile Cortial, 600 m/TD-.[12]
  - Goulotte Bérhault - 9 luglio 1978 - Prima salita di Patrick Berhault e Pierre Brizzi, 820 m/TD+.[13]
  - Marie-Pascal - 22 dicembre 1991 - Prima salita di Cristophe Moulin e Gilles Rivière, 830 m/ED.[14]
  - L'étroit font la paire - 30 novembre 1993 - Prima salita di Sébastien Constant e Philippe Turin, 820 m/TD+.[15]

### Versante sud
- Couloir Tuckett - 5 luglio 1862 - Prima salita di Michel Croz, Peter Perren e Francis Fox Tuckett, 950 m/AD.[16]

### Versante sud-ovest
- Couloir Coolidge - 15 luglio 1881 - Prima salita di Christian Almer, Ulrich Almer e William Auguste Coolidge, 750 m/PD+.[3]
- Couloir Mettrier - 13 luglio 1907 - Prima salita di Jean-Pierre Engilberge, Eugène Estienne e Henri Mettrier, 300 m/D.[17]

## Galleria d'immagini

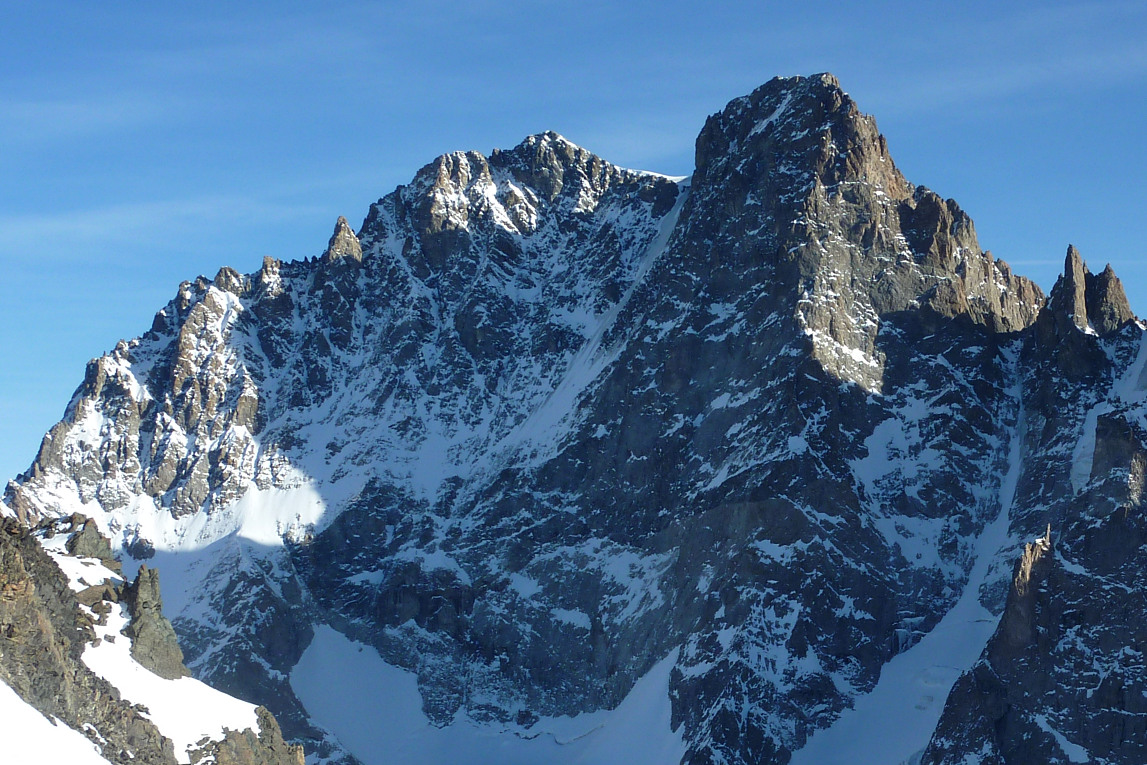
Il versante nord-ovest del monte Pelvoux: a sinistra la Punta Durand e a destra la Punta Puiseux.
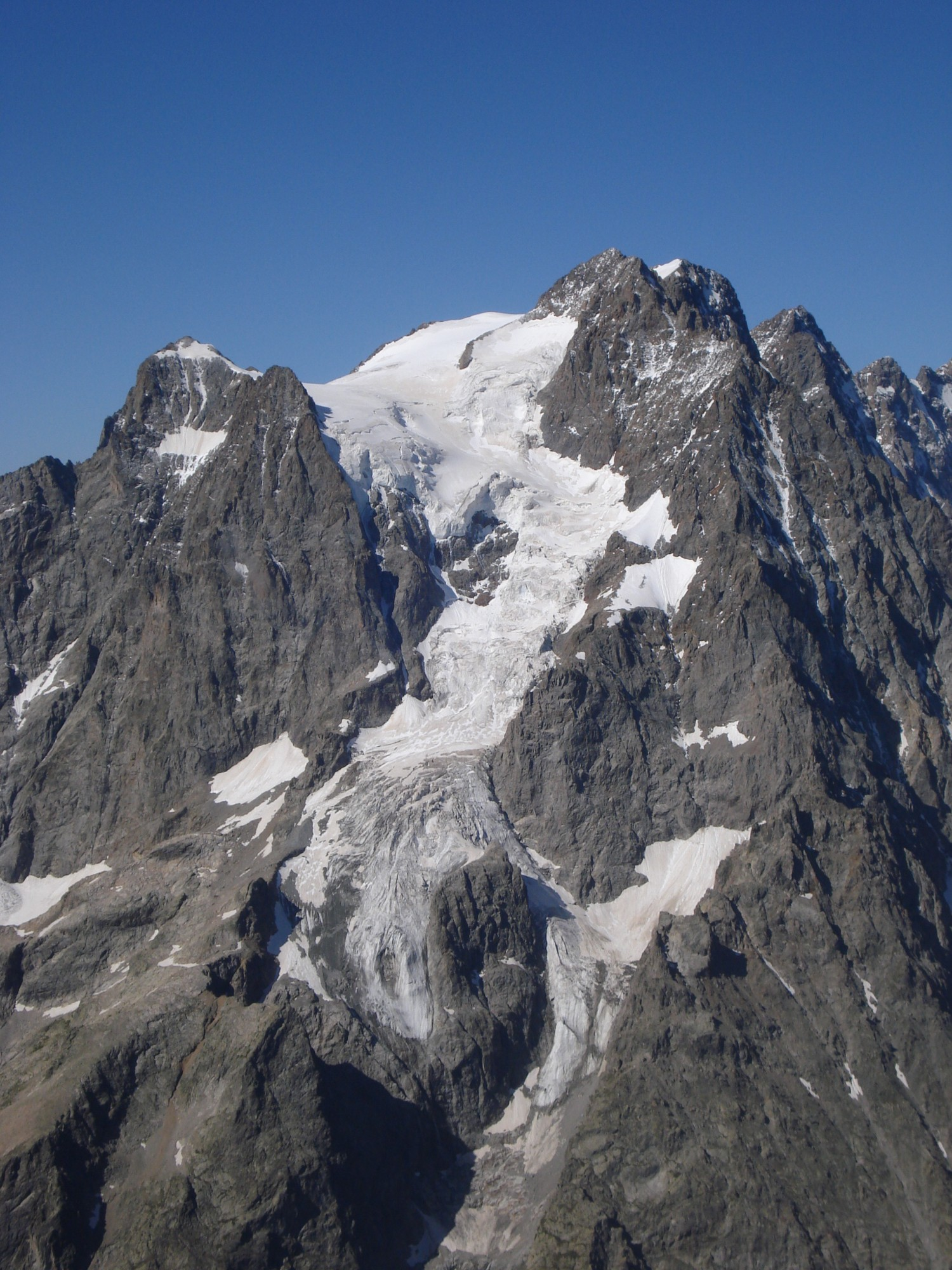
Il versante nord-est del monte Pelvoux: al centro il ghiacciaio des Violettes che si diparte dal ghiacciaio del Pelvoux superiore.
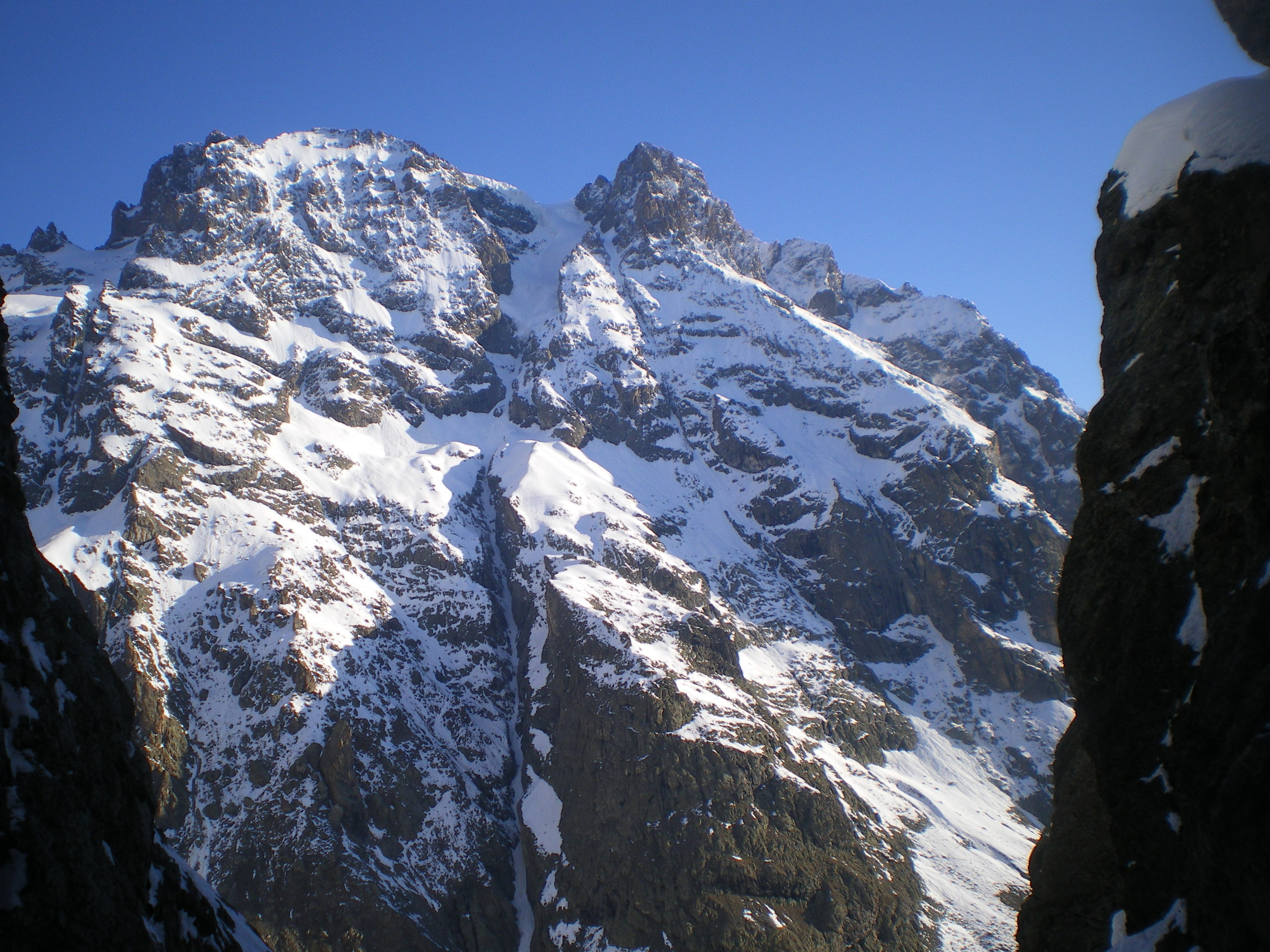
Il versante sud del monte Pelvoux: a sinistra la Punta Puiseux, a destra il Piccolo Pelvoux, al centro il ghiacciaio du Clot de l'Homme.
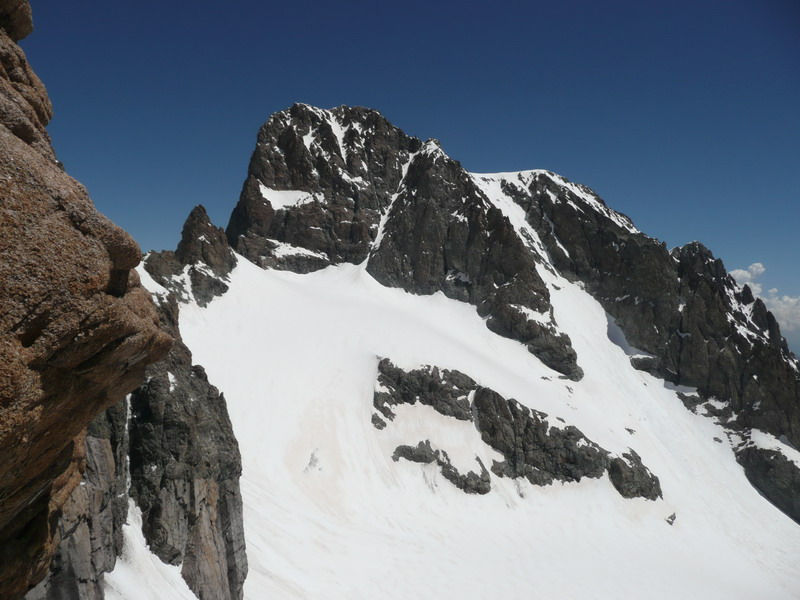
Il versante sud-ovest del monte Pelvoux: a destra è visibile il couloir Coolidge, su cui sale la via normale.
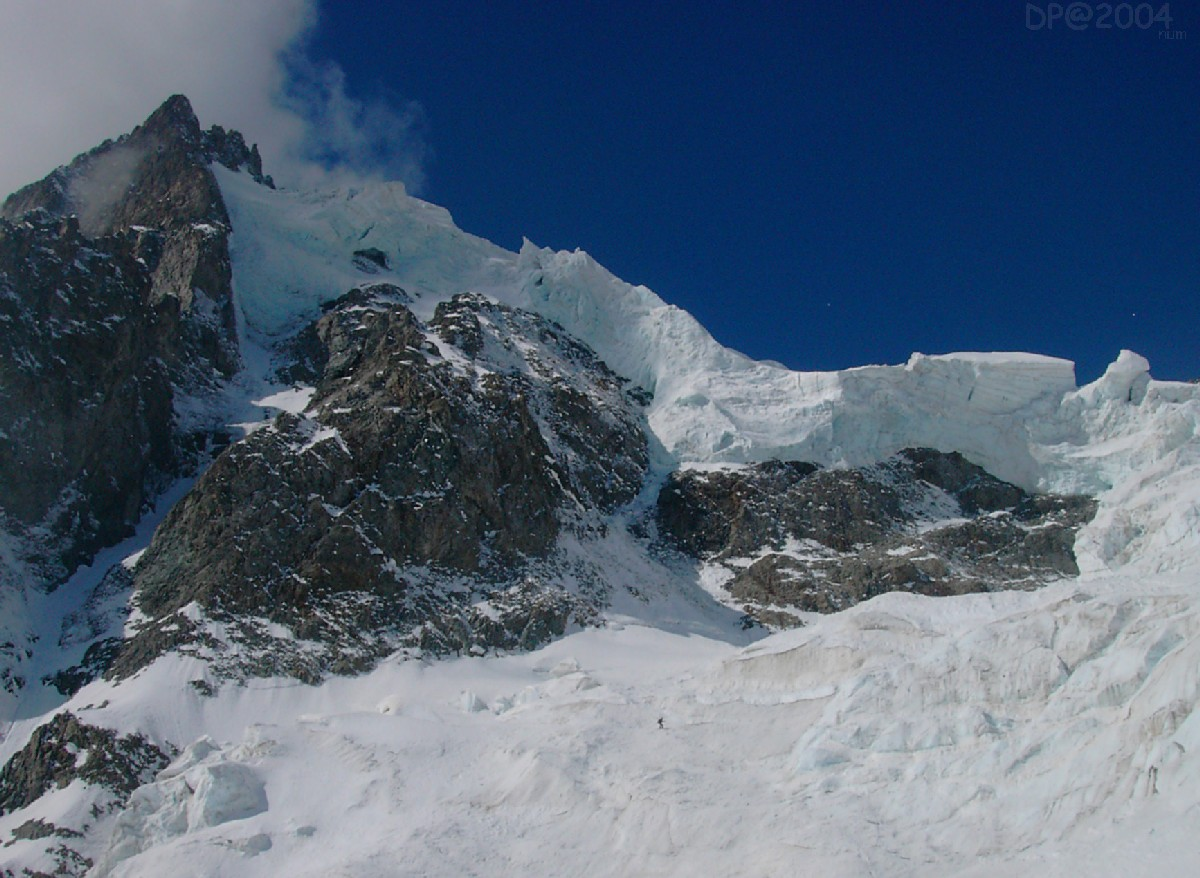
I seracchi del ghiacciaio des Violettes.
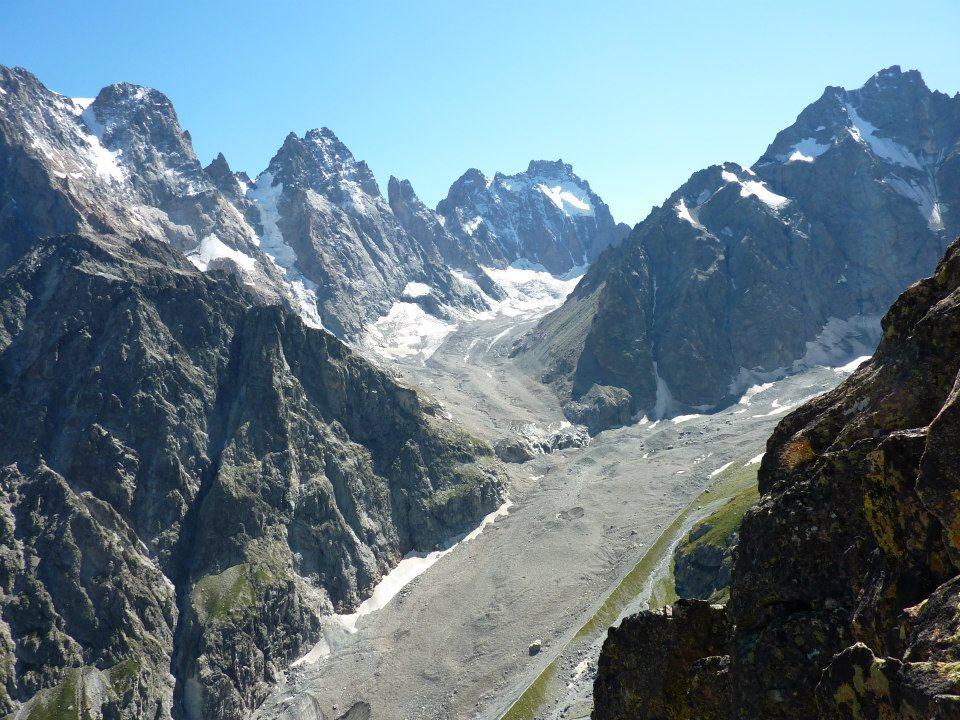
Il Glacier Noir, su cui si affacciano, da sinistra, le pareti nord del monte Pelvoux, del Pic Sans Nom e dell'Ailefroide.